# Pseudoxomysis caudaensis
Pseudoxomysis caudaensis är en kräftdjursart som beskrevs av Nouvel 1973. Pseudoxomysis caudaensis ingår i släktet Pseudoxomysis och familjen Mysidae. Inga underarter finns listade i Catalogue of Life.